# Croissant

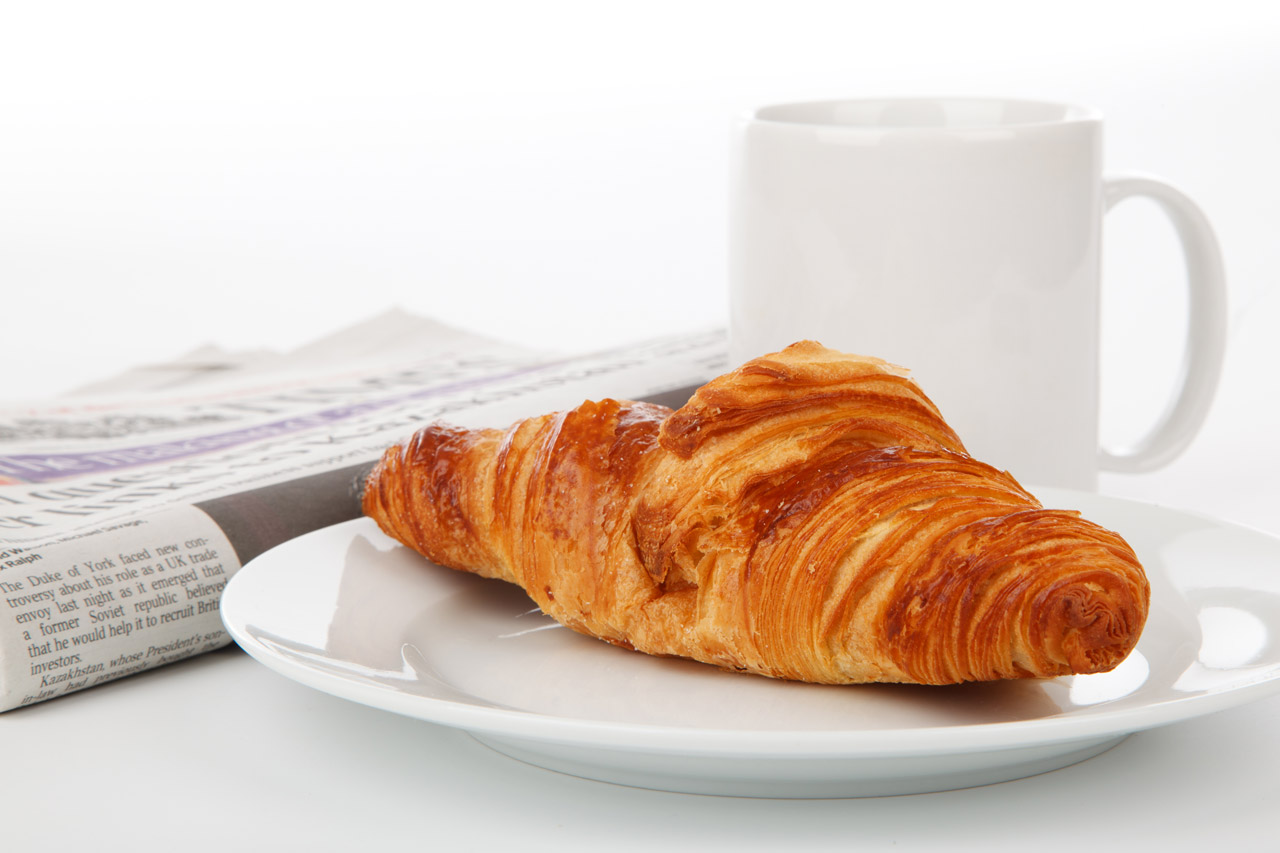
Croissant auf einem Frühstücksteller

Das Croissant (IPA: [kʁo̯aˈsɑ̃], anhörenⓘ, von französisch croissant (de lune),  übersetzt Mondsichel) – auch als Hörnchen, Beugel (in Bayern und Österreich), Cornetto (in Italien und italienischsprachigen Gebieten der Schweiz), das Gipfeli (Schweizerdeutsch) bzw. der Gipfel (Schweizer Hochdeutsch) bezeichnet – ist ein französisches Gebäck aus einem leicht gesüßten, eihaltigen Plunderteig, der mit wenigen Schichten Ziehfett einem Blätterteig ähnlich touriert wird. Croissants gehören damit zu den Plundergebäcken. Gute Croissants haben eine zarte mattglänzende, rösche Kruste und eine blättrige Krume. Croissants sind insbesondere in Frankreich ein beliebtes Frühstücksgebäck. Im Gegensatz dazu ist das traditionelle österreichische Kipfel (verniedlicht Kipferl) ein Gebäck aus einem einfachen Hefeteig (ohne Ei und Ziehfett, nur leicht gesüßt) und immer in Hörnchenform. Dieses Kipfel ist ein Mürbgebäck und wurde noch 1894 in einem gastronomischen Lexikon als Hefegebäck bezeichnet.

## Varianten

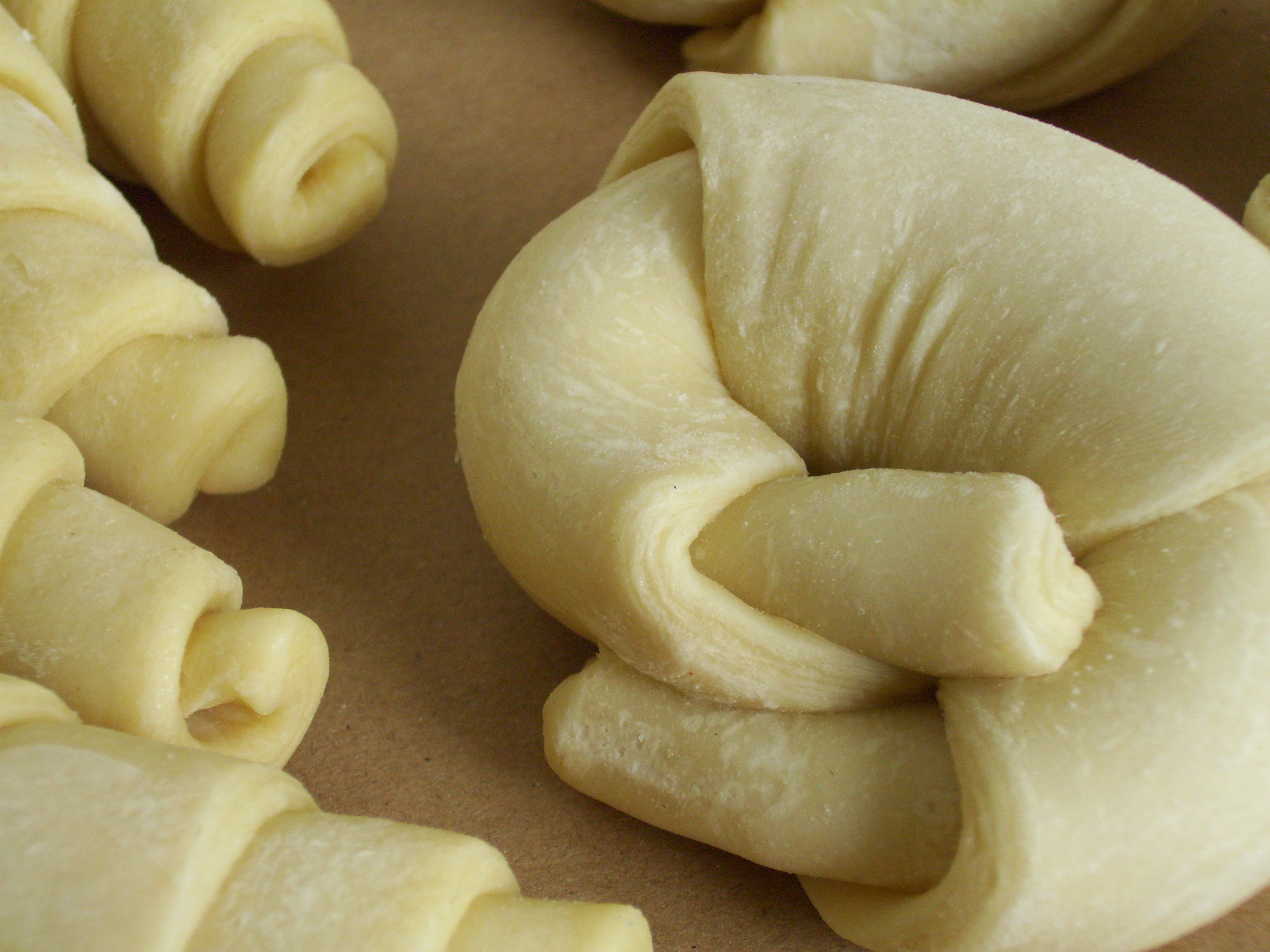
Croissant-Teiglinge

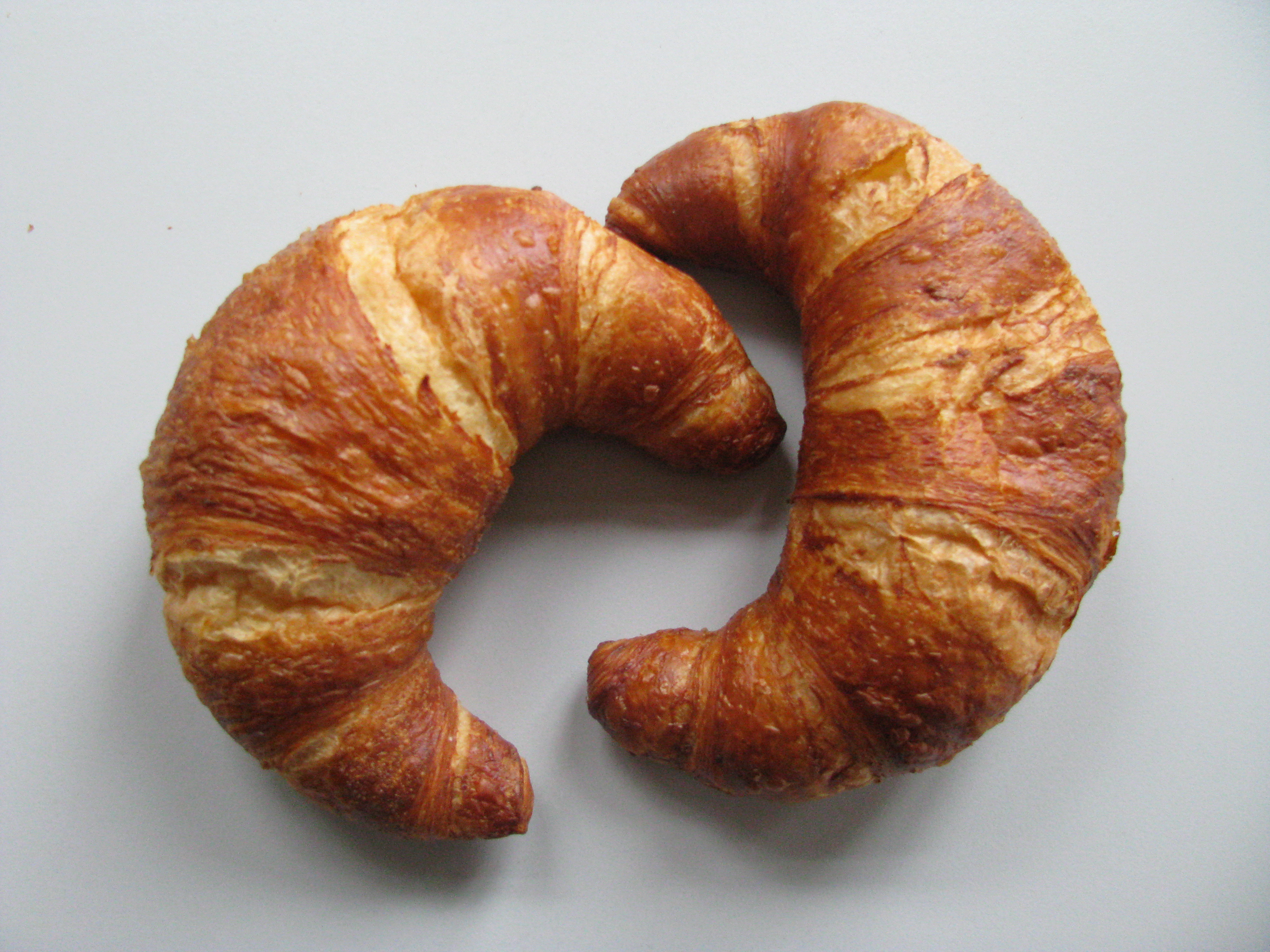
Laugencroissants

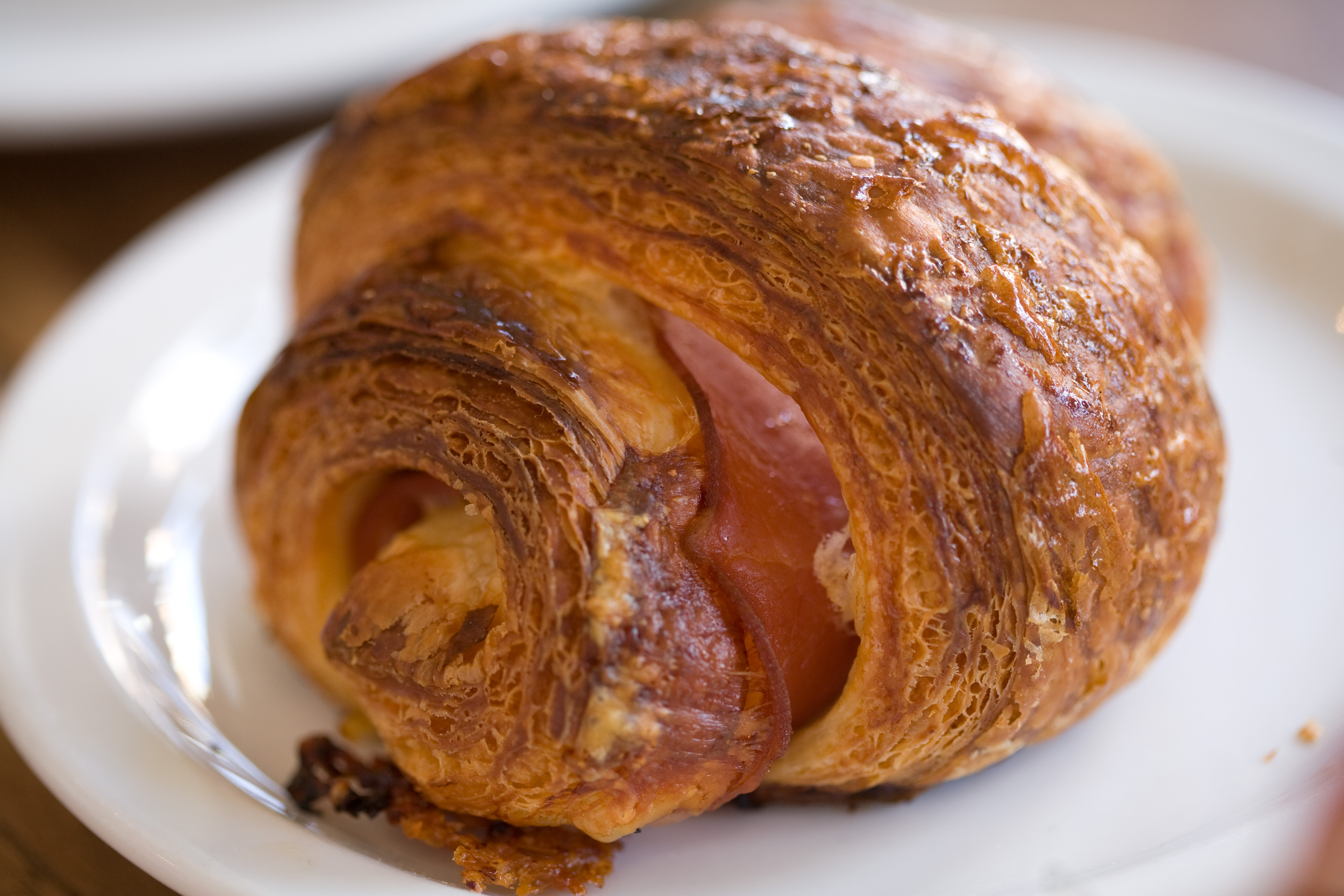
Schinken-Käse-Croissant

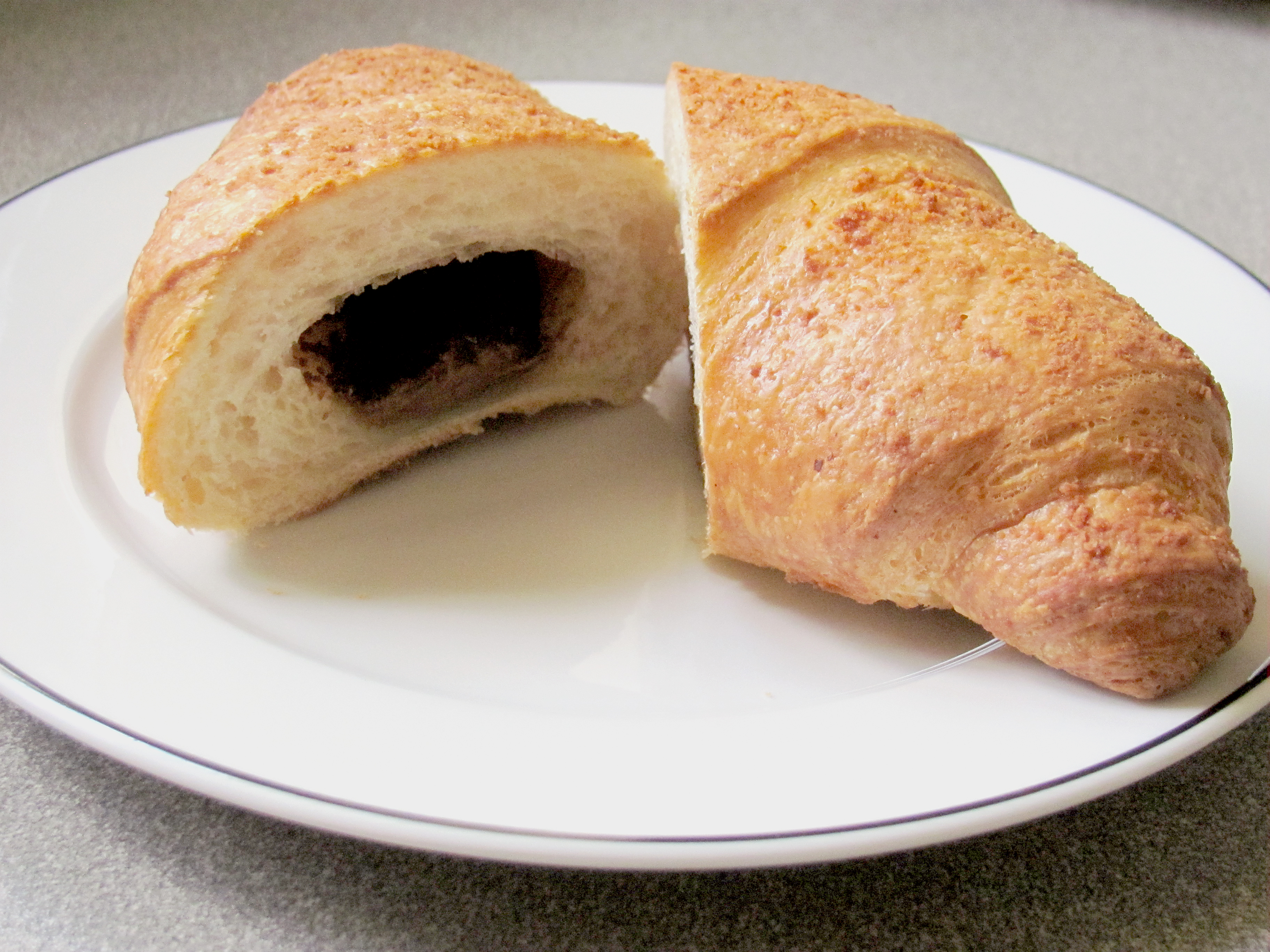
Aufgeschnittenes Schokocroissant mit Blick auf die Füllung

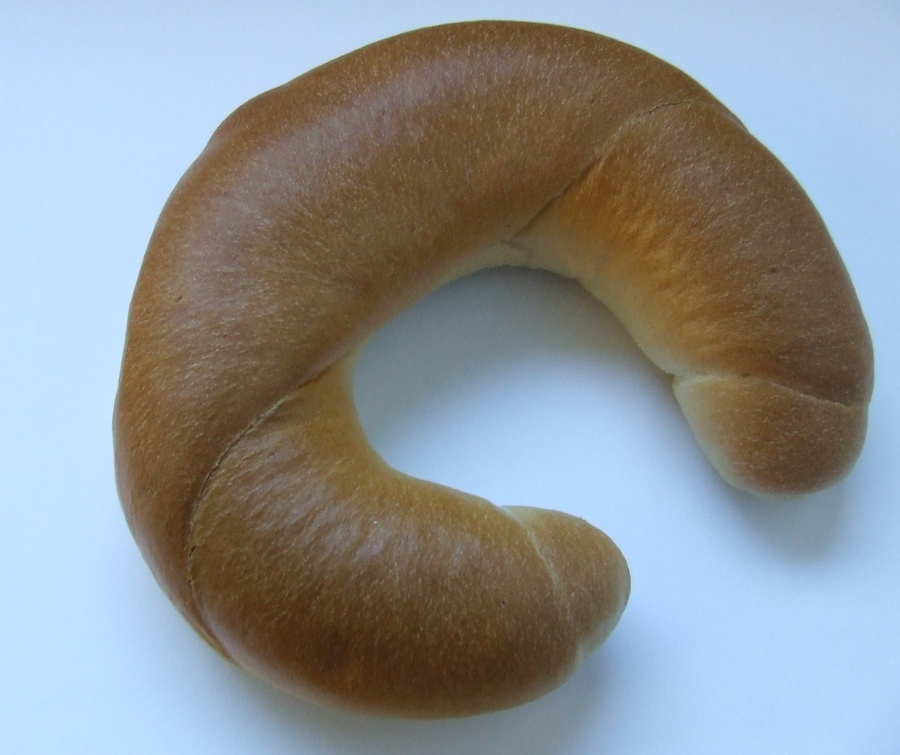
Mürbes Wiener Kipferl aus Hefeteig ohne Ei, Ziehfett und Zucker

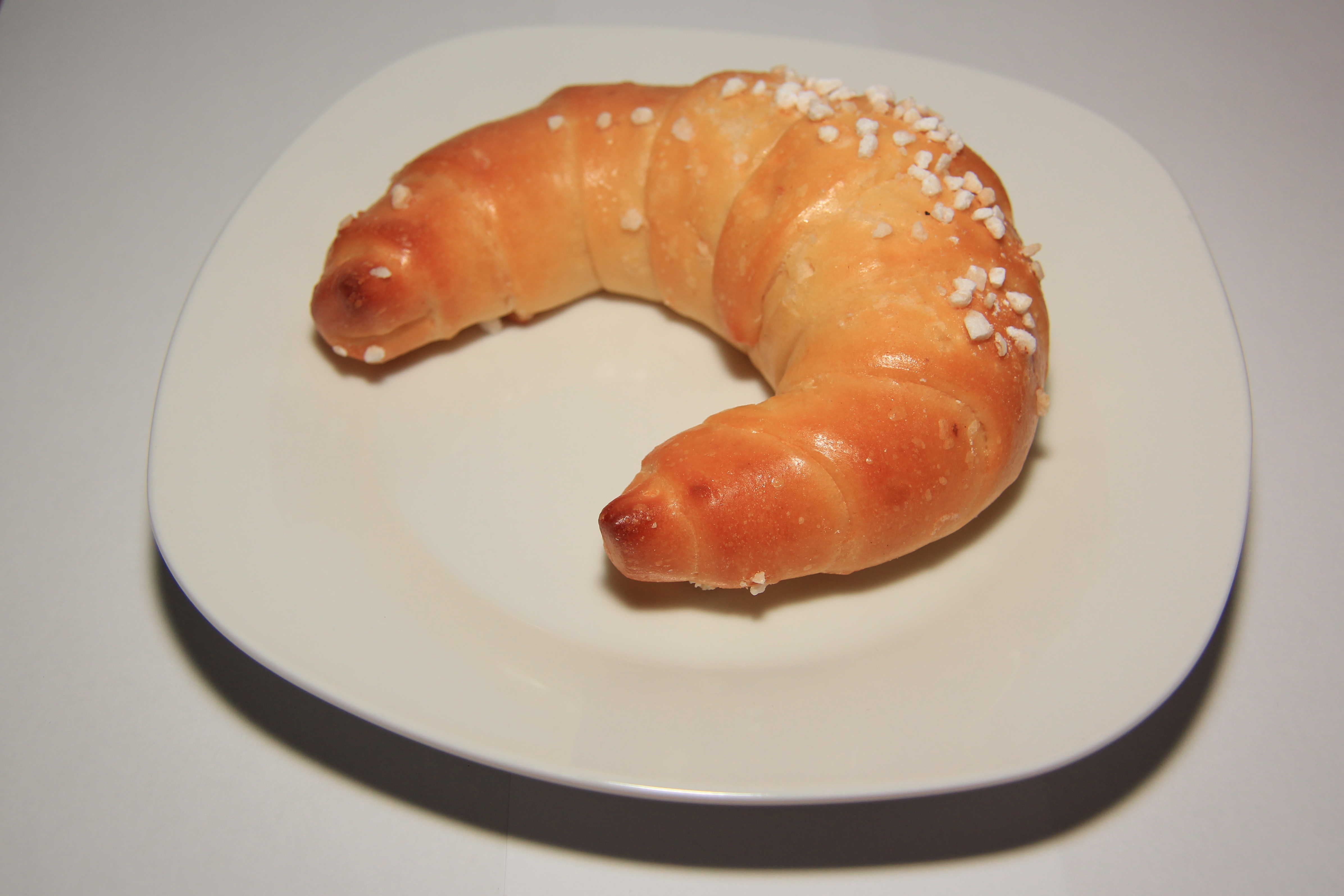
Briochekipferl mit Hagelzucker

Croissants werden vor allem außerhalb Frankreichs auch pikant mit Käse überbacken oder mit Käse und Schinken gefüllt angeboten. Daneben wird in Deutschland, Österreich und der Schweiz ein süßes Gebäck mit Schokoladen- oder Nougatfüllung aus demselben Teig als Schokocroissant verkauft (oft auch dann, wenn es nicht die Form eines Croissants hat, siehe Pain au chocolat). Ebenso wie Brioches gehören Croissants zu den klassischen Bestandteilen eines französischen Frühstücks.

## Herstellung
Der Grundteig für Croissants hat im Vergleich zu deutschem Plunder einen geringeren Zucker- und höheren Eianteil. In diesen wird zur Herstellung des Plunderteigs ein geeignetes Ziehfett eingezogen, das bei 34 °C vollständig schmilzt; solche Ziehfette sind unter Bezeichnungen wie „Croissant-Ziehfett“ und ähnlich in Plattenform erhältlich. Dann wird der Teig gefaltet. Eine geeignete Tourierung für Croissants ist beispielsweise das Falten zu 12 Lagen in einer einfachen und einer doppelten Tour. Die Teigruhe erfolgt kühl.
Zum Formen der Teiglinge rollt man den fertig tourierten Teig auf eine Dicke von 3,5 mm aus und schneidet dreieckige Stücke ab, wozu man entweder ein Messer oder einen speziellen Croissantschneider nehmen kann, der als Walze mit mehreren angewinkelten Klingen über den Teig gerollt wird. Diese Dreiecke werden locker aufgerollt, zu Hörnchen gebogen, aufs Blech gesetzt und gehen gelassen. Wenn sie ¾-Gare haben, werden sie mit Ei bestrichen und ohne Dampf bei 210–220 °C gebacken.
In Frankreich wird das croissant mit Margarine, das croissant au beurre mit Butter gebacken. Croissants ohne Marzipan- oder Schokolade-Füllung werden auch als croissant nature bezeichnet. „Buttercroissants“ werden in Deutschland laut lebensmittelrechtlichen Bestimmungen (Leitsätze für feine Backwaren, I.11) ausschließlich mit Butter hergestellt, das gilt sowohl für den Hefeteig als auch für das Ziehfett.
In Süddeutschland und der Schweiz ist eine beliebte Variante das Laugencroissant, Laugengipfeli oder Silsergipfeli (nach der Ortschaft Sils im Engadin benannt).
Maschinell werden dazu auch Hörnchenwickelmaschinen verwendet.

## Herkunft
Kulturhistoriker vermuten, dass verschiedene Legenden zur Herkunft des Gebäcks (siehe unten) frei erfunden sein könnten und das Croissant nicht vor dem 19. Jahrhundert in Frankreich eingeführt worden ist. Erstmals in einem Nachschlagewerk erwähnt wurde das Croissant unter dieser Bezeichnung jedoch im Jahr 1853, als nicht näher beschriebenes Gebäck; 1863 wird in einem Lexikon auch die Mondform erwähnt. Das erste Rezept hierfür erschien sogar erst 1906 in der Nouvelle Encyclopedie culinaire. „Die Geschichte des Croissants und seiner Entwicklung zu einem Nationalsymbol Frankreichs ist eine Geschichte des 20. Jahrhunderts.“
Verbreitet wurden die Legenden unter anderem durch Alfred Gottschalk in der ersten Auflage des Larousse gastronomique 1938 und in einem weiteren Buch im Jahr 1948, wobei er einmal Wien und einmal Budapest als angeblichen Ursprungsort angab.
Für die Behauptung, das österreichische Kipferl sei Vorbild des Croissants gewesen, gibt es keinen historischen Beleg. Für die Zeit Ludwigs XVI. wird in der gedruckten französischen Literatur kein halbmondförmiges Gebäck erwähnt. Für die österreichischen Kipferl gab es laut Habs/Rosner vor 1900 jedoch nahezu dieselbe Legende, die auch zum Croissant verbreitet wird: „Bei der (…) gewichtigen Rolle, die das Kipferl im Wiener Leben spielt, hat man sich schon vorlängst nach einem Erfinder für denselben umgesehen und schrieb diese Ehre dem löblichen Meister Peter Wendler zu, der die Form des Gebäcks 1683 zum Hohne auf den türkischen Halbmond in Aufnahme gebracht habe.“

## Legenden
Über die Erfindung des Croissants kursieren verschiedene Geschichten. Nach einer Legende soll das Croissant nach der Zweiten Belagerung Wiens durch die Türken im Jahr 1683 erfunden worden sein. Die Türken waren dabei, einen Tunnel unter der Stadtmauer zu graben, was die bereits erwachten Wiener Bäcker mitbekamen und so Alarm schlugen. Zur Siegesfeier wurde ein Gebäck erfunden, das die Form des türkischen Halbmondes hatte. Eine andere Version lässt dieselbe Geschichte im Jahr 1686 stattfinden, als die Stadt Buda, heute Teil der ungarischen Hauptstadt Budapest, durch die kaiserlichen Truppen von den Türken zurückerobert wurde.
In Frankreich wurden einer weiteren Legende zufolge Croissants durch Marie-Antoinette populär, die Frau Ludwigs XVI. und Tochter von Kaiserin Maria Theresia von Österreich. Das österreichische Hörnchen wurde demzufolge in Frankreich nach der Sichelform des zunehmenden Mondes (französisch croissant de lune) umbenannt.
Die Herkunft des Croissants wird in Österreich häufig mit dem Kipferl in Verbindung gebracht, das die Lokalgeschichtsschreibung als Wiener Erfindung darstellt. Vermutlich handelt es sich um ein traditionelles Klostergebäck, das wahrscheinlich zu Ostern gebacken wurde – die ersten Bäckereien standen in Klöstern, und die Form ahmt Ziegenhörner nach, daher auch der Name „Hörnchen“. Nachweislich wurde ein derart geformtes Gebäck ab 1000 n. Chr. gebacken.

## Wettbewerbe
Seit 2019 veranstaltet die Confédération Nationale de la Boulangerie-Pâtisserie Française (Nationaler Verband der französischen Bäckereien und Konditoreien)  den Concours national du Meilleur Croissant au Beurre (den nationalen Wettbewerb des besten Buttercroissants). Ebenso gibt es mit dem Concours du meilleur croissant du Grand Paris au beurre (Wettbewerb um das beste Buttercroissant aus dem Großraum Paris) einen lokalen Wettbewerb in Paris.